# 塞勒姆 (阿拉巴馬州)
塞勒姆（英語：Salem）是一個位於美國阿拉巴馬州李縣的非建制地區。該地的面積和人口皆未知。

## 地理
塞勒姆的座標為32°35′48″N 85°14′19″W / 32.59667°N 85.23861°W，而該地的平均海拔高度為116米（即381英尺）。